# East 102nd Avenue megállóhely
East 102nd Avenue megállóhely a Metropolitan Area Express kék vonalának, valamint a TriMet autóbuszainak megállója az Oregon állambeli Portlandben.
A megálló a keleti Burnside utca és az északkeleti/délkeleti 102. sugárút kereszteződésében található, a peronok a keresztutca két oldalán helyezkednek el.

## Autóbuszok
- 15 – Belmont/NW 23rd (44th Avenue◄►Gateway Transit Center)[1]
- 20 – Burnside/Stark (Beaverton Transit Center◄►Gresham Central Transit Center)[2]

| Előző állomás                                                        |  | Metropolitan Area Express |  | Következő állomás                       |
| -------------------------------------------------------------------- |  | ------------------------- |  | --------------------------------------- |
| Gateway/NE 99th Ave pályaudvartovább Hatfield Government Center felé |  | Kék vonal                 |  | E 122nd Avetovább Cleveland Avenue felé |

## Fordítás
- Ez a szócikk részben vagy egészben  az   E 102nd Ave MAX Station című angol Wikipédia-szócikk ezen változatának fordításán alapul.  Az eredeti cikk szerkesztőit annak laptörténete sorolja fel. Ez a jelzés csupán a megfogalmazás eredetét és a szerzői jogokat jelzi, nem szolgál a cikkben szereplő információk forrásmegjelöléseként.